# Cultrinae
La sottofamiglia Cultrinae comprende 79 specie di pesci d'acqua dolce appartenenti alla famiglia Cyprinidae.

## Generi
La sottofamiglia è divisa in 15 generi:
- Anabarilius
- Ancherythroculter
- Chanodichthys
- Culter
- Cultrichthys
- Hainania
- Hemiculter
- Ischikauia
- Megalobrama
- Parabramis
- Paralaubuca
- Pseudohemiculter
- Pseudolaubuca
- Sinibrama
- Toxabramis